# Botnatindur
Botnatindur är en bergstopp i republiken Island. Den ligger i regionen Austurland, 400 km öster om huvudstaden Reykjavík. Toppen på Botnatindur är 1 146 meter över havet.
Trakten runt Botnatindur är nära nog obefolkad, med mindre än två invånare per kvadratkilometer. Närmaste större samhälle är Reyðarfjörður, omkring 11 kilometer öster om Botnatindur. Trakten runt Botnatindur består i huvudsak av gräsmarker.